# M/S Sjøveien
M/S Sjøveien byggdes 1964 som ett norskt statligt tjänstefartyg och levererades av Mjellem & Karlsen Verft i Bergen som M/S Olaf Scheel till det norska Socialdepartementet. Namnet kommer från den norske tuberkolosläkaren Olaf Scheel. År 1979 överfördes hon till det norska Kirke- og undervisningsdepartementet och döptes om till Sjøveien. Hon användes fram till 1995 som skolfartyg.
År 1979 såldes hon till Tendringen A/S i Myre och bytte sedan ägare 2006 och 2008 för att 2017 köpas av Cesam Rederi A/S i Oslo och registreras i Panama. Hon var under denna period uthyrd till Kystvakten samt var hotellfartyg.
Hon byggdes om 2017 och har därefter seglat som kryssningsfartyg i trafik till Svalbard i Ishavet med 12 passagerare.